# Hiroki Tachiyama
Hiroki Tachiyama –en japonés, 立山 広喜, Tachiyama Hiroki– (24 de noviembre de 1985) es un deportista japonés que compitió en judo. Ganó una medalla en el Campeonato Mundial de Judo de 2010, y dos medallas en el Campeonato Asiático de Judo en los años 2008 y 2009.

## Palmarés internacional
| Campeonato Mundial  | Campeonato Mundial   | Campeonato Mundial | Campeonato Mundial |
| Año                 | Lugar                | Medalla            | Categoría          |
| ------------------- | -------------------- | ------------------ | ------------------ |
| 2010                | Tokio (Japón)        | Medalla de bronce  | Abierta            |
| Campeonato Asiático |                      |                    |                    |
| Año                 | Lugar                | Medalla            | Categoría          |
| 2008                | Jeju (Corea del Sur) | Medalla de bronce  | Abierta            |
| 2009                | Taipéi (Taiwán)      | Medalla de plata   | Abierta            |